# Ципулис, Эмилс
Эмилс Ципулис (латыш. Emīls Cipulis, род. 10 сентября 1995 года) — латышский бобслеист-пилот, выступающий за сборную Латвии с 2019 года. Участник зимних Олимпийских игр 2022 года. Серебряный призёр чемпионата мира 2023 года.

## Спортивная карьера
Бобслеем начал заниматься с 2019 года. Год, до этого занимался мотокроссом. На этапах кубка Европы в соревнованиях по бобслею дебютировал в 2019 году, в норвежском Лиллехаммере. В 2020 году на чемпионате Европы среди юниоров стал четвёртым в соревнованиях двоек. В том же году на чемпионате Мира среди юниоров занял 14-е место.
В ноябре 2020 года на Сигулдской трассе дебютировал на этапах кубка Мира, сразу же заняв 12-е место в соревнованиях двоек. В 2021 году на чемпионате Мира среди юниоров в двойках занял 7-е место, достигнув наилучших результатов для Латвии. 
В 2022 году принимал участие в зимних Олимпийских играх в Пекине, где в двойке вместе с Эдгаром Немми занял 17-е место. В 2023 году в двойках на чемпионате мира стал шестым, в соревнованиях четвёрок экипаж из Латвии завоевал серебряные медали.

## Примечание
1. ↑  Latviešu divnieku ekipāžas iekļūst "top10" pasaules junioru čempionātā (латыш.). Sportacentrs.com (22 января 2021). Дата обращения: 20 ноября 2023. Архивировано 20 ноября 2023 года.